# Filippinergraven

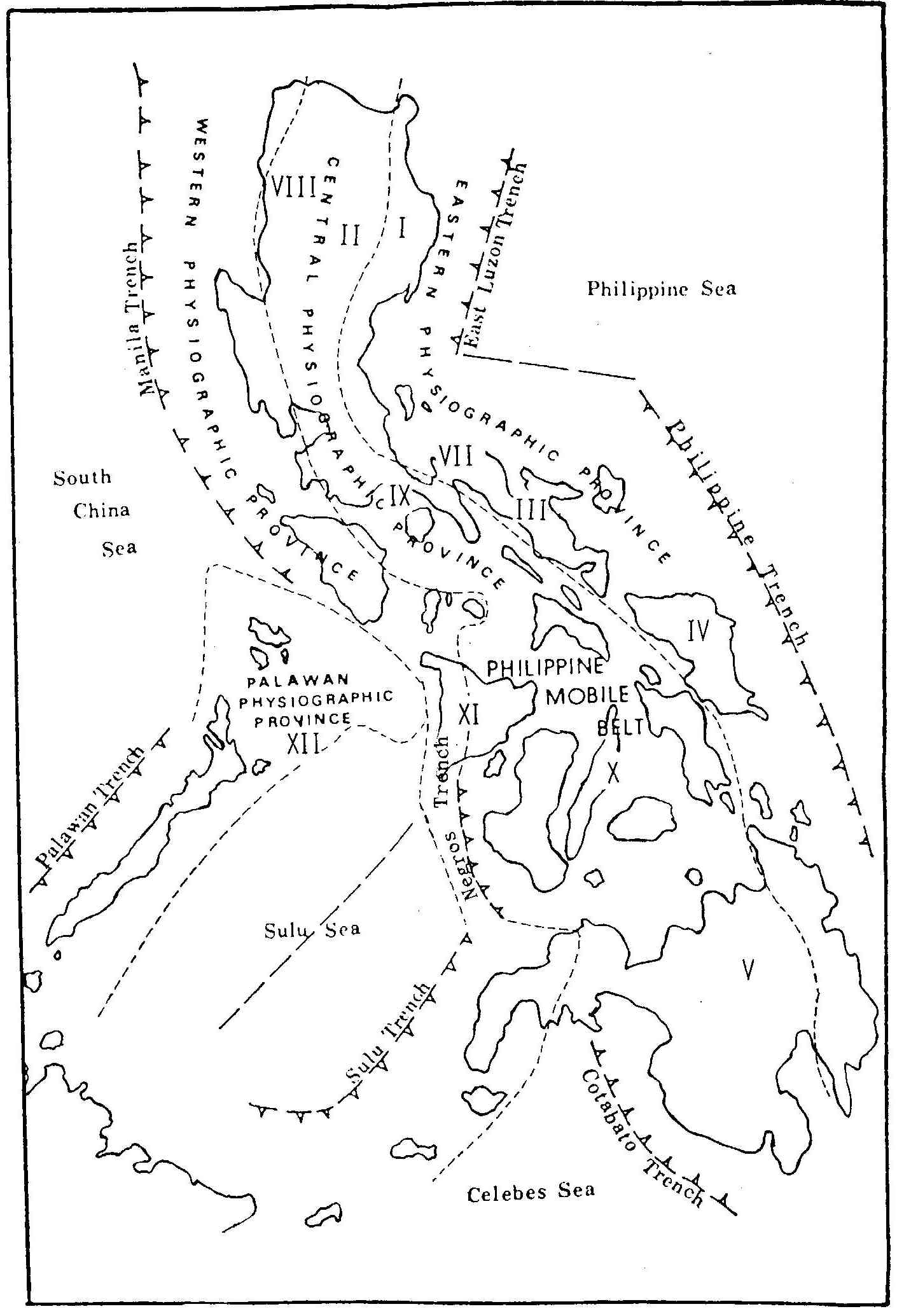
Filippinergraven

Filippinergraven eller Mindanaodjupet är en djuphavsgrav i Filippinska sjön i Stilla havet utanför Filippinernas kust som gränsar till ön Mindanaos kust. Längden beräknas vara runt 1 320 km och en bredd på runt 30 km och sträcker sig från ön Luzon i nordöst till ön Halmahera i sydöst. Filippinergraven är ett av de djupaste områdena i världshaven med det största djupet, Galatheadjupet, på omkring 10 500 meter. Den lägsta djuphålan lodades första gången 1927 av det tyska skeppet Emden. 1945 mättes djupet av amerikanska skeppet USS Cape Johnson till 10 497 meter. 1951 mätte det danska skeppet Galathea djupet till ett något större värde, vilket senare dock visade sig bero på tekniskt fel. Graven är resultatet av en kollision av tektoniska plattor i jordskorpan. Viss tektonisk aktivitet är orsaken till den mesta vulkaniska aktiviteten på ön Luzon.